# 高登·平森特
高登·爱德华·平森特CC FRSC（1930年7月12日—2023年2月25日），加拿大演员、作家、导演及歌手，影视代表作包括《妳的樣子》、《浪子》、《正南方》等，以及1989年至2015年间《大象巴巴》中的巴巴配音。

## 早年生活
平森特生于紐芬蘭自治領（今加拿大紐芬蘭與拉布拉多省），在六个孩子中排名最小。他的父亲最初居住在迪尔多，是一名造纸厂工人及鞋匠，母亲则是来自于纽芬兰自治领的克利夫顿的一名聖公宗教徒，性格较为沉默；他的祖先是来自英国肯特郡和德文郡的移民。平森特自称小时候非常“笨拙”，并且患有佝僂病。
平森特于17岁时首次登台表演，不久后加入加拿大廣播公司，从参演各种广播剧开始，逐步进入电影及电视行业。1950年代初，平森特暂停演艺事业前往加拿大陸軍皇家军团服兵役，当了大约四年的二等兵。

## 职业生涯
平森特的演艺生涯开始于1957年，当时他在温尼伯的77号剧场（今皇家曼尼托巴剧场中心）跟随导演约翰·平赫希。接下来的几年中，他在温尼伯、多伦多、斯特拉特福德戏剧节等地演出了许多戏剧。
1960年代初，平森特出演《Scarlett Hill》和《森林遊俠》，其后开始在《Quentin Durgens, M.P.》、《A Gift to Last》、《The Red Green Show》、《正南方》、《过眼云烟》、《色诱》等影视中扮演主要角色，其中《A Gift to Last》的剧本也是由他所作。
平森特的电影作品包括《浪子》、《童心结》、《John and the Missus》、《航运新闻》、《你的样子》《Easy Down Easy》、《Brass Rubbings》等，并在《浪子》和《John and the Missus》中身兼编剧。《The Red Green Show》是他最著名的作品之一，以至于该片的另一名演员史蒂夫·史密斯等人经常以他的角色名称呼他。另外，他还在1970年的科幻电影《巨人：福宾计划》中扮演过美国总统。
平森特著有两部回忆录，第一部为1992年出版的《By the Way》，第二部为与记者乔治·安东尼合著的《Next》，于2012年通过麥可蘭德&斯圖爾特出版公司出版。
2007年3月8日，平森特于多伦多宣布他已参与到为皇家加拿大军团博物馆设立的“未来建筑英語：”筹款活动之中。
2008年、2010年及2011年，平森特在加拿大广播公司第一台 的夏季节目中主持了一档名为《The Late Show》的节目，该节目是一部纪录片，发布一些节目组选出的加拿大重要人物的讣告。
平森特出演过导演斯蒂芬·邓恩早期用于角逐加拿大广播电台短片对决的短片《Life Doesn't Frighten Me》，该片为邓恩赢得3万加元奖金，后来又在2013年的多伦多学生电影节及翠貝卡電影節夺取若干奖项。
平森特在《多伊小队》的其中一集中拥有一个客串角色，该集于2013年2月3日播出。他亦在儿童读书节目《Bookaboo》中做过读者嘉宾。2010年10月20日，他在喜剧《这个小时有二十二分钟》中阅读贾斯汀·比伯自传的片段在网络上蹿红。

## 个人生活
平森特的妻子是女演员夏米翁·金（2007年去世），两人于1962年结婚，其后生下女儿利亚。在夏米翁之前，平森特与第一任妻子拥有两个孩子。
平森特于2023年2月25日脑出血并发症发作，于多伦多的一家医院内逝世。

## 所获奖项
1979年，平森特获颁加拿大员佐级勋章，其后于1998年进一步升至同伴级。2006年，平森特被加拿大皇家學會录为院士。2007年，加拿大星光大道宣布将收录平森特。
1997年，平森特凭借对电视行业的长期贡献，获得厄尔·格雷奖。
平森特于1975年获愛德華王子島大學授予法学博士学位，此外他还拥有女王大学、纽芬兰纪念大学、湖首大学及温莎大学的荣誉博士学位。
2004年，平森特获得加拿大演艺界最高荣誉总督奖。
2005年7月12日平森特75岁生日之际，其家乡大瀑布-温莎的文化与艺术中心更名为“高登·平森特艺术中心”。
2008年9月25日，公司剧团在多伦多温莎阿姆斯酒店举办的一场晚会中宣布设立高登·平森特优秀奖，并由平森特本人担任首届颁奖礼主持人。
2012年，平森特获得伊莉莎白二世鑽禧紀念章。
除上述奖项外，平森特还夺得过五次双子座奖、三次吉尼獎、两次加拿大电视与广播艺人联合会奖及一次杜拉獎。

## 影视作品

### 电影
- 1964年：《Lydia》[31][32]。
- 1966年：《Don't Forget to Wipe the Blood Off》[31][32]
- 1968年：《龙凤斗智（英语：The Thomas Crown Affair (1968 film)）》[31][32]
- 1970年：《巨人：福宾计划 》[31][32]
- 1971年：《护花神探（英语：Chandler (film)）》[31][32]
- 1972年：《浪子》[31][32]
- 1972年：《吸血黑王子（英语：Blacula）》[31][32]
- 1974：《百折不挠大警察（英语：Newman's Law）》[31][32]
- 1974年：《Only God Knows》[31][32]
- 1975年：《热浪持续了四天（英语：The Heatwave Lasted Four Days）》[31][32]
- 1976年：《Blackwood》（旁白）[33]
- 1977年：《童心结》[31][32]
- 1980年：《杰克·伦敦历险记（英语：Klondike Fever）》[31][32]
- 1981年：《The Devil at Your Heels》（旁白）[34]
- 1981：《原野的呼唤（英语：Silence of the North）》[31][32]
- 1987年：《John and the Missus》[31][32]
- 1989年：《大象巴巴 剧场版（英语：Babar: The Movie）》（配音）[31][32]
- 1990年：《Blood Clan》[31][32]
- 1997年：《长袜子皮皮》（配音）[31][32]
- 1997年：《Pale Saints》[31][32]
- 2001年：《航运新闻》[31][32]
- 2003年：《空无一物（英语：Nothing (film)）》[31][32]
- 2004年：《牧羊人（英语：The Confessor (film)）》[31][32]
- 2004年：《圣·拉尔夫（英语：Saint Ralph）》[31][32]
- 2006年：《你的样子》[31]
- 2009年：《At Home by Myself...With You》（旁白） [35]
- 2012年：《帝王蝶的迁徙（英语：Flight of the Butterflies）》[31]
- 2013年：《带着孩子去约会（英语：Sex After Kids）》[31]
- 2013年：《伟大诱惑（英语：The Grand Seduction）》[31]
- 2013年：《布达佩斯大饭店》[31]
- 2016年：《两个爱人和一只熊（英语：Two Lovers and a Bear）》（配音）[31]
- 2017：《The River of My Dreams》（纪录片）[31]

### 电视剧
- 1963年：《Scarlett Hill》[36]
- 1963年–1965年：《森林游侠》[36]
- 1968年《Quentin Durgens, M.P.》[37]
- 1970年：《霍根英雄（英语：Hogan's Heroes）》[31][32]
- 1972年：《Banacek》[31][32]
- 1973年： 《Cannon》[31][32]
- 1974年：《The Play's The Thing》[32]
- 1978年–1979年：《A Gift to Last》[36]
- 1980年：《Up at Ours》[32]
- 1983年：《Ready for Slaughter》[32]
- 1984年：《Seeing Things》[32]
- 1989年–1991年：《大象巴巴 (电视剧)（英语：大象巴巴）》[31][32]
- 1989年–1993年：《Street Legal》[32]
- 1989年：《十三号星期五》[32]
- 1991年–2006年：《The Red Green Show》[31][32]
- 1994年–1999年：《正南方》 (recurring)[31][32]
- 1997年–2000年：《过眼云烟》[32]
- 1998年–2003年：《Made in Canada》[32]
- 1998年–2000年：《色诱》[32]
- 2004年：《H2O: The Last Prime Minister》[31][32]
- 2010年：《The Pillars of the Earth》[31]
- 2010年–2012年：《多伊小队》[31]
- 2010年–2015年：《大象巴巴和小象巴豆（英语：Babar and the Adventures of Badou）》[31][32]
- 2013年：《情满意足（英语：Satisfaction (Canadian TV series)）》[31]
- 2019年：《私家侦探》[38]

### 特别节目及电视电影
- 1973年：《黑街》[31][32]
- 1979年：《情天遗恨（英语：The Suicide's Wife）》[31][32]
- 1981年：《逃出伊朗（英语：Escape from Iran: The Canadian Caper）》[31][32]
- 1982年：《The Life and Times of Edwin Alonzo Boyd》[31][32]
- 1984年：《A Case of Libel》[31][32]
- 1988年：《Two Men》 [31][32]
- 1992年：《In the Eyes of the Stranger》as Lt. Ted Burk[31][32]
- 1993年：《Bonds of Love》[31][32]
- 1995年：《A Vow to Kill》[31][32]
- 1999年：《Win, Again!》[31][32]
- 2001年：《恐怖窥视（英语：Blind Terror）》[31][32]
- 2003年：《Hemingway vs Callaghan》[31][32]
- 2003年：《Fallen Angel》[31][32]
- 2012年：《Sunshine Sketches of a Little Town》 [31]

### 短片
- 1974年：《Ocean Heritage》（旁白）[31][32]
- 1984年：《The Castle of White Otter Lake》（旁白）[31][32]
- 1985年：《Uncle T》[31][32]
- 1999年：《老人与海（英语：The Old Man and the Sea (1999 film)）》（老人配音）[31][32]
- 2002年：《A Promise》[31][32]
- 2003年：《Snow on the Skeleton Key》[31][32]
- 2006年：《The Sparky Book》[31][32]
- 2009年：《脊柱 (电影)（英语：The Spine (film)）》（配音）[31][32]
- 2009年：《How Eunice Got Her Baby》（配音）[31][32]
- 2012年：《Life Doesn't Frighten Me》[31][32]
- 2012年：《夜灯》[31][32]
- 2013年：《Nuts, Nothing and Nobody》（配音）[31][32]
- 2016年：《Martin's Hagge》[31][32]
- 2019年：《Night Shoot》[31][32]
- 2020年：《Age of Dysphoria》[31][32]
- 2021年：《Back Home Again》（配音）[31][32]

## 音乐作品
- 2002年：《At the Rim of the Carol-Singing Sea》（与纽芬兰青年交响乐团合唱）[39]
- 2010年：《Down and Out in Upalong》（与特拉维斯·古德及Greg Keelor合唱）[40]。